# うちの陽子
うちの 陽子（うちの ようこ、4月8日-）は日本の女性ナレーター、声優。熊本県出身。

## 出演作品

### ナレーション
- デイリー千葉（JCN千葉（JCN千葉チャンネル））
- BackSoftball 2016（TBS/BS-i） - プレゼント告知、声の出演

### アニメ
- きらりん☆レボリューション（テレビ東京） - 女生徒
- パンパラプー（パイロット版） - 松五郎

### テレビドラマ
- 天才てれびくんMAX（NHK教育） - DJ、主婦

### ラジオ
- 東京FM円都通信ラジオドラマ「カルシウム」

### オーディオブック
- i Jockey
- 世界の童話シリーズ